# 勝田交通
勝田交通株式会社（かつたこうつう）は、岡山県津山市に本社を置く貸切バス・タクシー事業者である。

## 沿革
- 1949年7月25日 - 設立。

## 本社・営業所
- 本社
  - 岡山県津山市上河原207-5
- 勝田営業所
  - 岡山県美作市真加部1334-1

## 現行路線

### 乗合タクシー
岡山桃太郎空港行き乗合タクシー
- 真庭市役所・湯郷温泉・勝央工業団地・勝田交通本社（鶴山団地口バス停前）・津山駅・美咲町役場・久米南町役場 - 岡山桃太郎空港
  - 予約制のため、前日17:00までに予約が必要。
  - 真庭市役所発着の場合は津山駅で乗り換えとなる。
  - 勝央工業団地は関係者のみ乗降可能。

勝田地区乗合タクシー「いこタク」
- 小畑・大町・馬形・宗掛・長谷内・久賀・余野・矢田 - 美作市勝田総合支所（真加部）
  - 毎週火曜・金曜に運行（年末年始を除く）。
  - 予約制のため、前日17:00までに予約が必要。